# Jacques de Velaer
Jacques de Velaer (-1613) was afkomstig uit Antwerpen en behoorde met zijn zoon tot de voornaamste reders en kooplieden in Amsterdam. In 1596 dreef hij handel op de kust van Guinea en speelde een belangrijke rol bij de vaart op Zuid-Amerika. In 1599 behoorde hij tot de oprichters van de Brabantsche Compagnie. In 1602 behoorde hij tot de grootste participanten in de VOC kamer te Amsterdam en werd daarmee benoemd tot bewindhebber.

## Persoonlijk leven
Zijn dochter was Catharina de Velaer, zij was de tweede echtgenote van Marcus de Vogelaer jr.